# 바이카르
바이카르(Baykar)는 튀르키예의 방위 산업 민간 기업으로, 무인기, C4I, 인공지능 전문 기업이다.

## 이름
바이카르는 바이락타르 카르데슐레르(Bayraktar Kardeşler, 바이락타르 형제들)라는 단어의 혼성어이다. 이 회사는 현재 "바이카르 테크놀로지"(Baykar Teknoloji)와 "바이카르 마키나 산아이 베 티자렛 A.Ş."(Baykar Makina Sanayi ve Ticaret Inc.)라는 이름으로 운영되고 있다.

## 역사
이 회사는 1984년 외즈데미르 바이락타르에 의해 CNC 정밀 기계 부품 공급 하청업체인 바이카르 마키나로 설립되었으며, 주요 목표는 자동차 산업의 현지화를 보장하기 위해 엔진, 펌프 및 예비 부품과 같은 자동차 부품을 생산하는 것이었다. 이러한 방향으로 설립된 바이카르는 100% 국내 자본으로 설립된 엔지니어링 회사이다. 2000년대에는 항공 분야의 발전과 진보에 발맞춰 무인 항공기 생산에 나섰다. 바이락타르 미니 UAV는 2007년 튀르키예군 재고에 포함된 국내 자본으로 전적으로 생산된 최초의 무인 항공 시스템이다. 이를 위해 R&D 활동을 시작한 바이카르는 해당 분야에서 선구적인 생산을 실현하고 하위 시스템을 생산함으로써 튀르키예 국방 산업에 기술 지원을 제공할 수 있게 되었고, 후자는 바이카르 드론을 포함한 무기를 수출하기 시작했다. 바이카르의 첨단 무인기 포트폴리오에는 바이락타르 전술 UAS (바이락타르 TB1), 바이락타르 TB2 UCAV, 바이락타르 아킨지 UCAV가 포함된다. 또한 2020년에 테스트를 시작한 비행 자동차(쿼드로콥터)도 개발 중이다. 체제리(Cezeri)라고 불리는 230kg 무게의 이 자동차는 2020년 9월 이스탄불에서 진행된 시험에서 지상 10미터 상공으로 떠올랐다. 할루크 바이락타르는 바이카르가 제트 엔진 무인 항공기인 바이락타르 키즐렐마의 개발 과정에 10억 달러를 투자할 계획이라고 밝혔다.
바이카르의 드론은 제2차 나고르노카라바흐 전쟁에서 아제르바이잔군에 의해 사용되었으며, 이로 인해 바이카르가 제품을 구매하던 국제 기업들의 보이콧이 잇따랐다. 이전까지 국내 드론 제조는 오스트리아 로탁스(Rotax)에서 제조한 엔진, 앤데어(Andair)에서 제조한 연료 시스템, 영국 이디오 MBM(EDO MBM)에서 제조한 미사일 랙, 캐나다 웨스캠(Wescam) 또는 독일 헨솔트(Hensoldt)에서 수입한 광전자공학(FLIR 센서) 등 수입 및 규제 부품 및 기술에 의존했다. 엔진 수출은 로탁스의 소유주인 캐나다 봄바디어가 레저용 항공기 엔진의 군사적 사용을 알게 되면서 중단되었다. 2020년 10월 캐나다 외교부는 캐나다 웨스캠(광학 및 센서)의 수출을 제한했다. 자신들의 제품이 전투 드론 제작에 사용되었다는 사실을 알게 된 햄프셔주 소재 영국 항공기 제조업체 앤데어는 2021년 1월 11일 바이카르 마키나에 대한 모든 판매 중단을 발표했다. 이 영국 제조업체는 전쟁 중 격추된 드론에서 자사의 부품이 발견된 후 튀르키예에 대한 장비 판매를 중단한 최신 기업이 되었다.
튀르키예 산업계는 외국 판매 보이콧에 대해 바이카르에 국내 생산 대안을 제공하겠다고 발표했다. TEI-PD170 모터(튀르키예항공우주산업), 광학 카메라(아셀산 CATS 시스템), 그리고 연료 밸브(아셀산). 튀르키예 방위산업 연구원 카디르 도안은 외국 기업의 바이카르 부품 판매 취소가 큰 문제가 되지 않으며, 2021년 1월 현재 모든 부품이 국내 생산 대안으로 대체되었다고 트윗했다.
2021년 우크라이나군은 돈바스 전쟁에서 처음으로 바이락타르 타격 드론인 바이락타르 TB2를 사용했다.
2022년 6월 우크라이나에서 "국민의 바이락타르" 모금 프로젝트가 시작되었는데, 3일 만에 6억 흐리우냐 이상을 모금하여 바이락타르 TB2 3대를 구매할 수 있었다.
2023년에는 드론 탑재 강습상륙함 TCG 아나돌루에 배치할 고정익 항공기 부족으로 바이락타르 TB3를 개발 중이었다.
2024년 바이카르는 자체 엔진을 개발하기로 결정했으며, 5년 동안 엔진 생산에 3억 달러를 투자할 계획이라고 발표했다.
2024년 12월 27일, 이탈리아 항공우주 제조업체 피아지오 에어로스페이스를 인수했다.
2025년 3월 6일, 이탈리아 방위산업체 레오나르도와 바이카르는 무인 항공기에 대한 협력에 합의했다.

## 주요 인물
이 회사는 외즈데미르 바이락타르 사망 전까지 그와 그의 아들들인 셀추크와 할루크가 이끌었다.

### 외즈데미르 바이락타르
바이카르의 수석 기계 엔지니어이자 이사회 의장인 외즈데미르 바이락타르는 1972년 이스탄불 공과대학교 기계 공학과를 졸업했다. 그 후 내연 기관에 중점을 두고 엔진학과에서 석사 학위를 취득했다. 그는 튀르키예 산업 부문에서 선도적인 역할을 했던 많은 회사(부르두르 트랙터, 이스탄불 리테이닝 링 우젤 등)에서 근무했다. 1984년 그는 당시 튀르키예의 수입 의존도가 높았던 자동차 산업을 국산화하기 위해 바이카르 마키나 설립에 참여했다. 바이카르에서 그는 정밀 기계 부문을 위한 많은 독특한 기계 및 제조 장치 설계 프로세스를 지휘했다. 2004년 그는 당시 MIT에서 무인 항공 시스템 박사 학위를 추구하던 아들 셀추크와 함께 무인기 생산으로 전환하기로 결정했다. 그는 이후 바이카르의 자체 무인기 기술 개발에 선구적인 역할을 하기 시작했으며, 설계부터 시제품, 그리고 제조 단계부터 추가 R&D에 이르기까지 이러한 프로젝트를 구현했다. 그는 또한 개인 조종사 면허를 가지고 있었다.
야당인 줌후리예트 신문에 따르면, 그는 종교적으로 보수적인 배경을 가지고 있었지만, 당시 경건한 단체와 군대 사이의 경멸적인 관계에도 불구하고 여러 군인들과 유대 관계를 맺고 1990년대 후반 튀르키예군 프로젝트에 참여했다. 그는 2021년 4월 아제르바이잔 대통령 일함 알리예프로부터 바이락타르 TB2 드론을 이용한 "카라바흐 해방에 기여"한 공로로 카라바흐 훈장을 받았다. 그는 2021년 10월 18일 이스탄불에서 72세의 나이로 사망했다.

### 셀추크 바이락타르
바이카르의 최고 기술 책임자인 셀추크 바이락타르는 1979년 이스탄불에서 태어났다. 명문 로버트 칼리지 고등학교를 졸업한 후, 셀추크 바이락타르는 이스탄불 공과대학교에서 전기공학을 전공하여 2002년에 졸업했다. 그 후 펜실베이니아 대학교에서 인턴십을 거쳐 같은 대학에서 공학 석사 학위를 취득했다. 바이락타르는 MIT에서 박사 학위를 공부했으며, 그곳에서 무인 헬리콥터 시스템에 대해 연구했다. 그는 2006년 "무인 항공기를 위한 공격적인 착륙 기동"이라는 제목의 논문으로 MIT에서 석사 학위를 마쳤다. 그는 2007년 박사 학위 과정을 중단하고 바이카르에서 일하기 위해 튀르키예로 돌아왔다. 바이락타르는 2005년 튀르키예 관리들에게 드론 기술에 투자할 것을 촉구했다. 바이락타르는 2005년에 "튀르키예가 이 프로젝트, 즉 드론을 지원한다면, 5년 안에 이 분야에서 세계의 선두에 설 수 있을 것"이라고 말했다. 그는 레제프 타이이프 에르도안 튀르키예 대통령이 앙카라의 급속도로 발전하는 "지역 및 국가" 방위 부문이라고 부르는 것의 선구자로 평가받았다. 바이락타르는 2016년 에르도안의 딸 쉬메예와 결혼했다.

### 할루크 바이락타르
바이카르의 CEO이자 총괄 관리자인 할루크 바이락타르는 2000년 METU 산업 공학과에서 학사 학위를 받았고, 2002년 컬럼비아 대학교에서 같은 분야의 석사 학위를 마쳤다. 2004년에는 보아지치 대학교에서 경영학 박사 과정을 시작했다. 같은 기간 동안 그는 개념 설계, 시제품, 테스트, 생산, 훈련 및 비즈니스 단계를 포함하여 가족 회사 내에서 국가 및 독점 무인 항공기 시스템 개발을 위한 프로젝트 설계 단계에서 엔지니어 관리자로 일했다. 2018년에는 SAHA 이스탄불 방위 및 항공 클러스터 이사회 의장으로 선출되었고, 2018년에는 TUBITAK 이사회 위원으로 선출되었다.

## 제품

### 무인기/드론
- 바이카르 바이락타르 미니 UAV
- 바이카르 바이락타르 TB1
- 바이카르 바이락타르 TB2
- 바이락타르 VTOL
- 바이카르 바이락타르 아킨지
- 바이카르 바이락타르 TB3
- 바이카르 바이락타르 키즐렐마

### 기타 제품
- "케만케쉬" 미니 순항 미사일, 바이락타르 TB2, TB3 및 아킨지에 탑재 가능[31]

## 갤러리
바이카르
- 바이락타르 미니 UAV
- 꼬리 카메라를 통해 본 바이락타르 전술 UAS
- 바이락타르 TB2 UCAV
- 바이카르 UAV 팀
- 바이락타르 아킨지 UCAV
- 바이카르 제제리 쿼드로콥터